# Ashtray Boy
Ashtray Boy est un groupe de rock indépendant australien, originaire de Chicago, aux États-Unis. Il est formé par Randall Lee (The Cannanes).

## Biographie
Le groupe est actif depuis les environs 1984 et formé sous le nom de Ashtray Boy and his Country Cousin. Le groupe a été localisé à Sydney, Chicago, Vancouver et à Melbourne. Au milieu des années 1990, le groupe existe en deux versions à Sydney et Chicago ; Lee passait son temps entre les deux villes.
Après avoir quitté The Cannanes en 1991 et tout en continuant au sein de Ashtray Boy, Lee chante au sein de Nice (ne pas confondre avec The Nice) avec Suzannah Stewart-Lindsay, ex-membre de Rewind on the Paranoid Side. Francesca Bussey, qui sera plus tard membre de The Cannanes, était membre de Nice pendant les sessions de leur premier album. Le groupe compte deux albums, Nice (1992) et Apple Pie (1993).
Le premier album de Ashtray Boy, The Honeymoon Suite, sorti en 1993 (avec Liz Phair au chant), est leur premier enregistré sous Ashtray Boy. Candypants Beach est publié l'année suivante (1994), et The Everyman's 4th Dimension en 1996. En 2002, Lee quitte l'Australie pour Vancouver, au Canada. En 2015, ils sortent leur nouvel album, Painted With the Mouth.

## Discographie
- 1993 : The Honeymoon Suite
- 1994 : Macho Champions
- 1995 : Candypants Beach
- 1996 : The Everyman's Fourth Dimension
- 2003 : There's Your Heart
- 2003 : The King's Buccaneer
- 2004 : The Euro
- 2015 : Painted With the Mouth